# Zeeburg
Zeeburg ist ein Ortsteil des Stadtbezirkes Amsterdam-Oost der Gemeinde Amsterdam in der niederländischen Provinz Nordholland. Im Januar 2010 hatte Zeeburg 56.040 Einwohner.

## Geschichte
1990 wurde Zeeburg offiziell ein Stadtviertel von Amsterdam. Der Name wurde nach dem Zeeburgerdijk (deutsch Zeeburgerdeich) und dem Zeeburgereiland (deutsch Zeeburgerinsel) gewählt. Im 17. Jahrhundert war die Bezeichnung für den heutigen Zeeburgerdijk „Seeburg“ (genannt nach einer Festung). Ende des 19. Jahrhunderts begann der Wohnungsbau. Zu dieser Zeit entstanden auch das Östliche Hafengebied (Oostelijke Havengebied) und das Wohnviertel „Indische Buurt“.
In Zeeburg liegen die Parkanlagen:
Flevopark an der östlichen Seite der Indischen Buurt. Er wurde 1908 angelegt.
Diemerpark nahe IJburg, ein Naturgebiet, zweimal so groß wie der Vondelpark (etwa 95 Hektar). Der Park wurde 2004 geöffnet und hat unter anderem eine Spielwiese für Kinder.
Zeeburg hatte vier Stadtviertel:
Indische Buurt. Der Name entstand Anfang des 20. Jahrhunderts. Viele Straßen des Viertels wurden nach Inseln und geografischen Begriffen einer früheren niederländischen Kolonie benannt. In 2003 zählte die „Indische buurt“ 23.350 Einwohner und unterscheidet die Wohnviertel „Indische buurt West“ und „Indische buurt Oost“. Es ist das älteste Viertel in Zeeburg mit verschiedenen Nationalitäten und über 100 Sprachen.
IJburg ist im Entstehen und liegt im Osten von Amsterdam. Das Viertel wurde auf künstlich angelegten Inseln gebaut und liegt im IJmeer. IJburg ist über zahlreiche Brücken und seit 2005 mit der IJ–Straßenbahn Nr. 26 („IJtram“ 26), welche über die Enneüs Heermabrug führt, zu erreichen.
Oostelijk Havengebied (früherer Name: Rietlanden). Ende des 19. Jahrhunderts wurde hier ein Hafen angelegt, um den anwachsenden Handel mit Indien abzuwickeln.

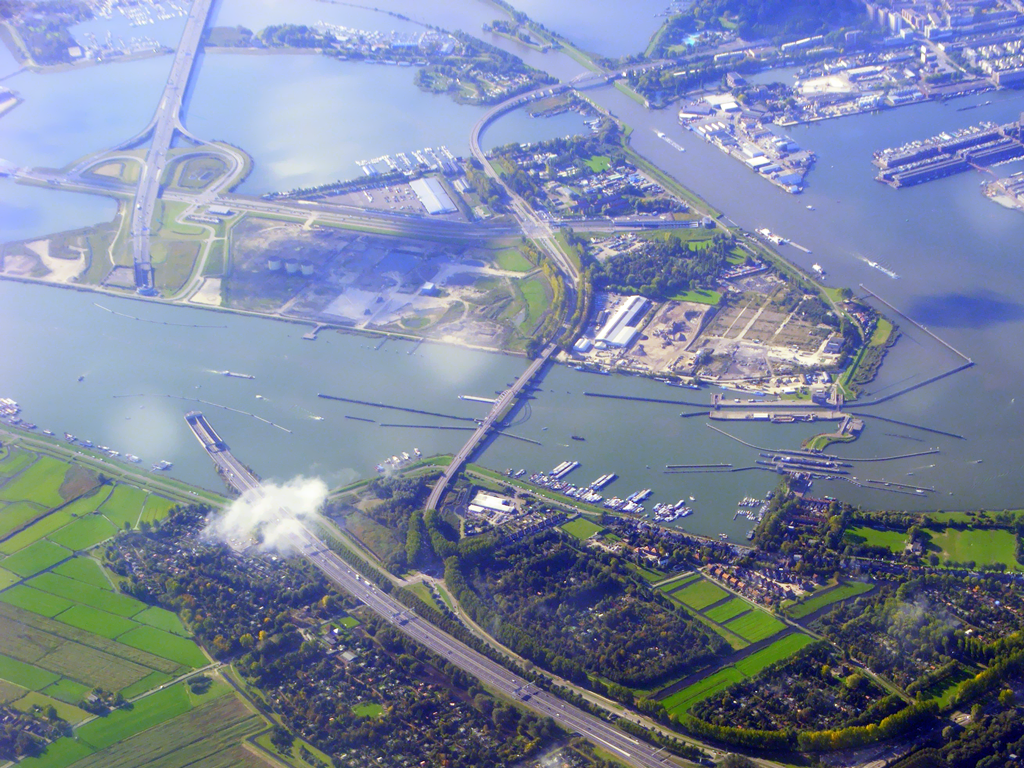
Zeeburgereiland, Luftfoto vom Norden aus gesehen

Zeeburgereiland ist eine fast dreieckige Insel und liegt zwischen Oranjesluizen und dem Diemerzeedijk. Der Piet Heyn-Tunnel verbindet seit 1997 Zeeburg mit dem Hafengebiet im Osten der Stadt.
Im Rahmen der Olympischen Sommerspiele 1928 fanden auf der Schießanlage von Zeeburg die Schießwettbewerbe und das Schießen im Modernen Fünfkampf statt.

## Trivia
Das von Robert Jasper Grootveld entworfene Schiff „De Oceaan“ liegt an der Landungsbrücke von Zeeburg und gehört zu der von ihm gebauten „grünen Flotte“.